# VW Saveiro
Der Volkswagen Saveiro ist die Pick-up-Version des Kleinwagens Gol, der in Südamerika angeboten wird. Sie hat eine Kabine mit zwei Sitzen oder 2+2 und eine große, abgetrennte Ladefläche.
Der Saveiro ist umgerechnet ab etwa 11.000 EUR  in Brasilien und Argentinien zu kaufen, wo er auch produziert wird. Das Fahrzeug ist in den Ausstattungslinien Startline (nur als Einzelkabine), Trendline, Highline (nur als Doppelkabine) und Cross sowie in diversen Sondereditionen erhältlich.

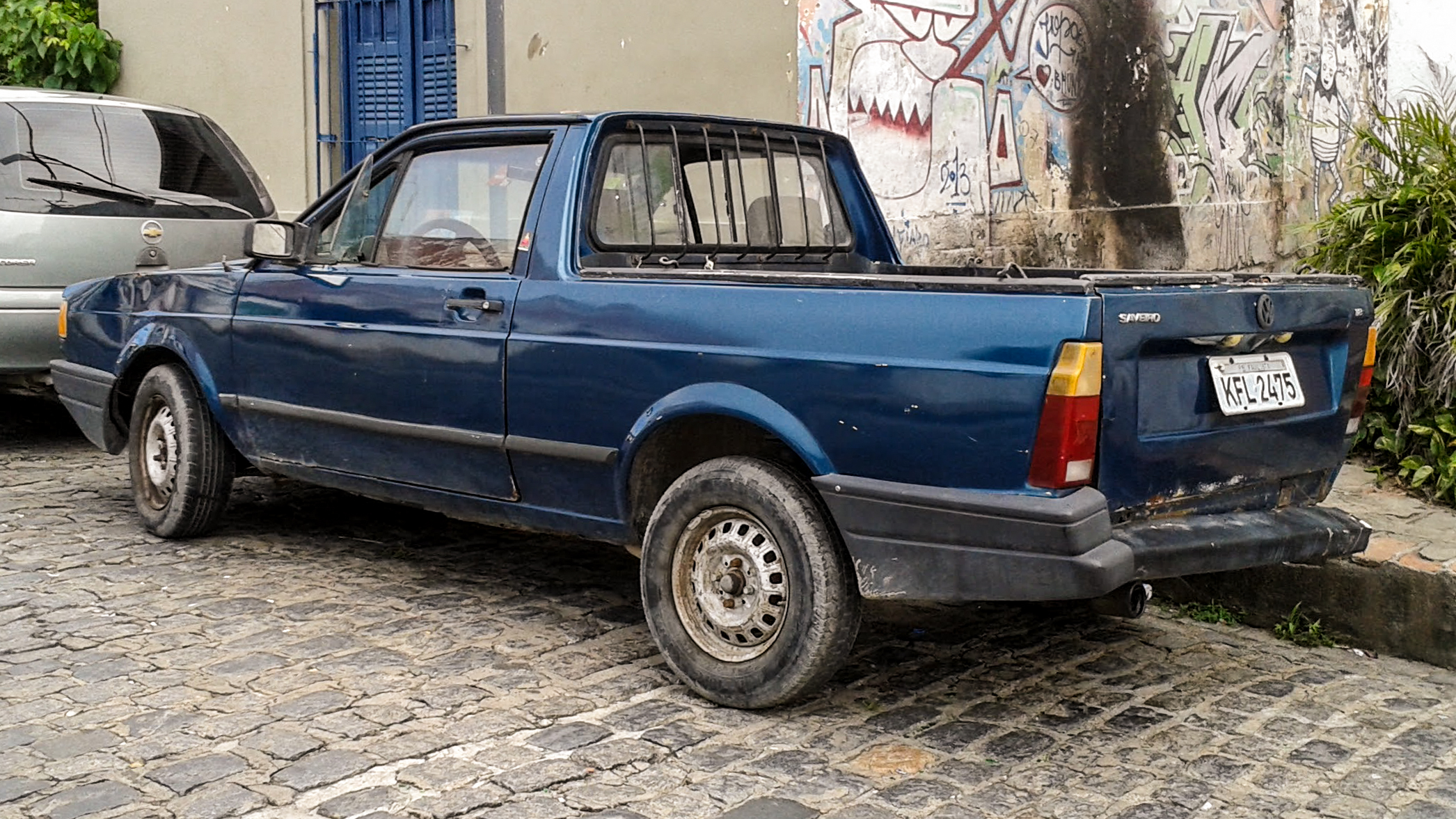
Erste Generation (BX)
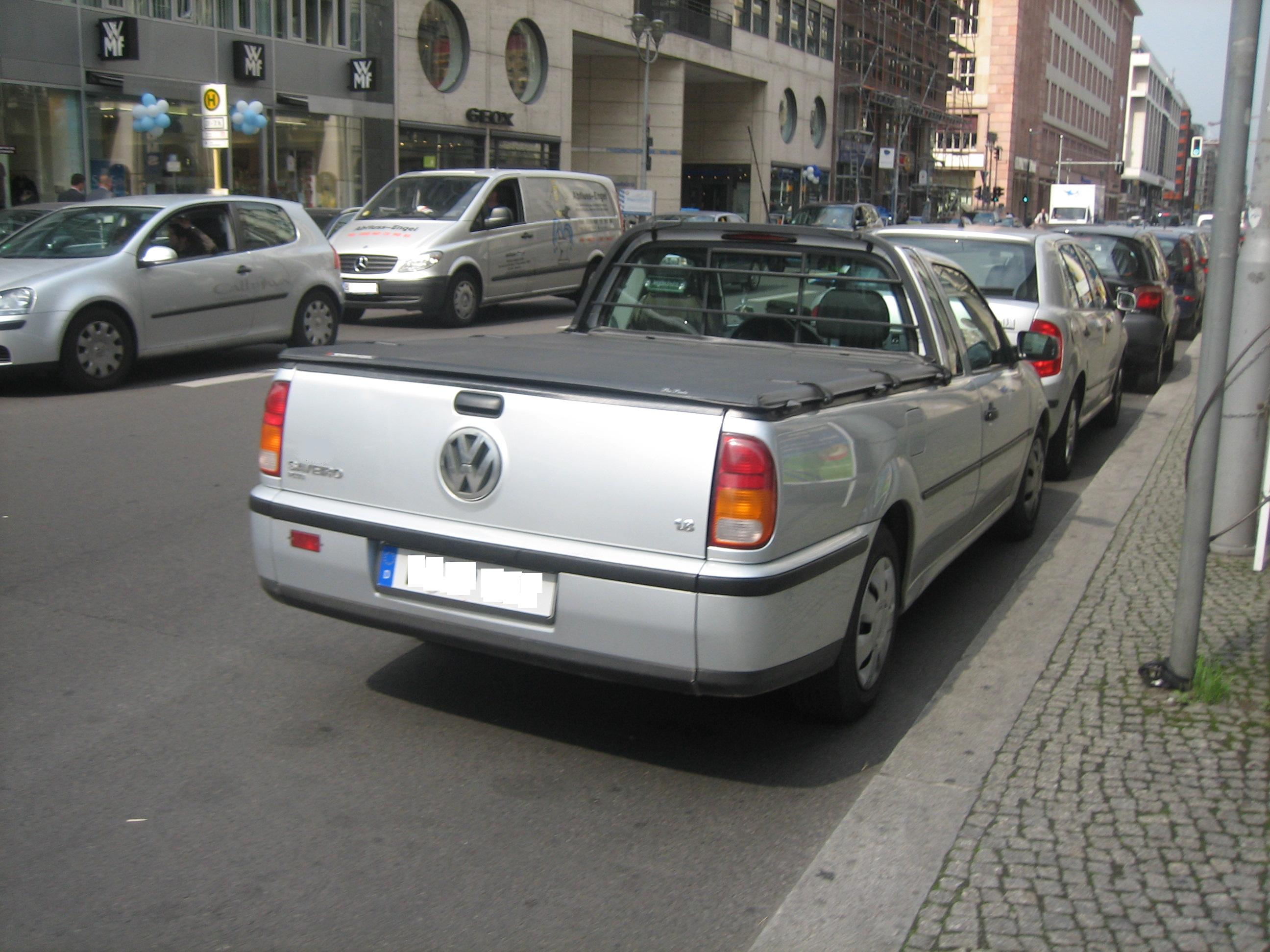
Zweite Generation (AB9, erstes Facelift)
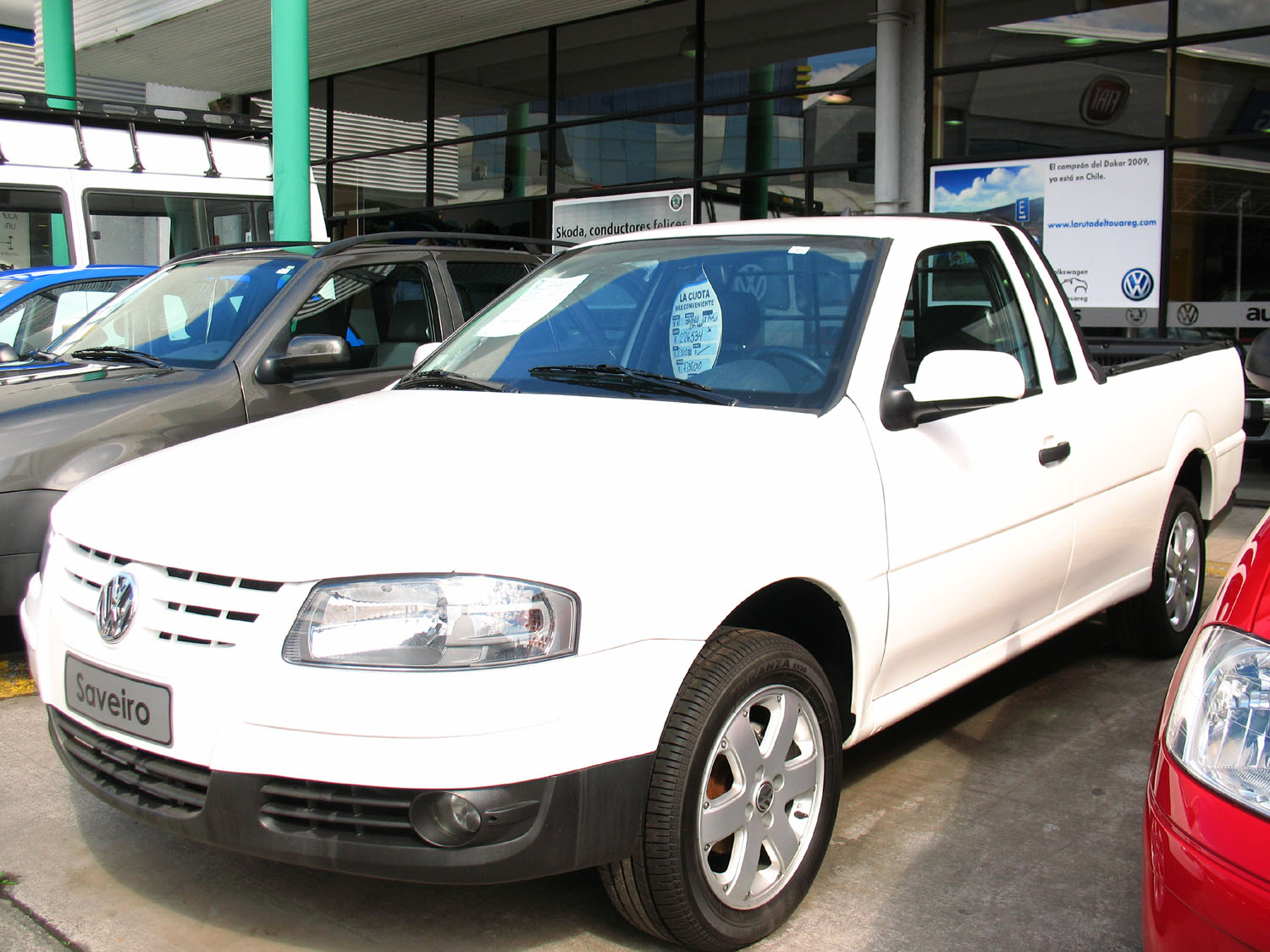
Zweite Generation (AB9, zweites Facelift)
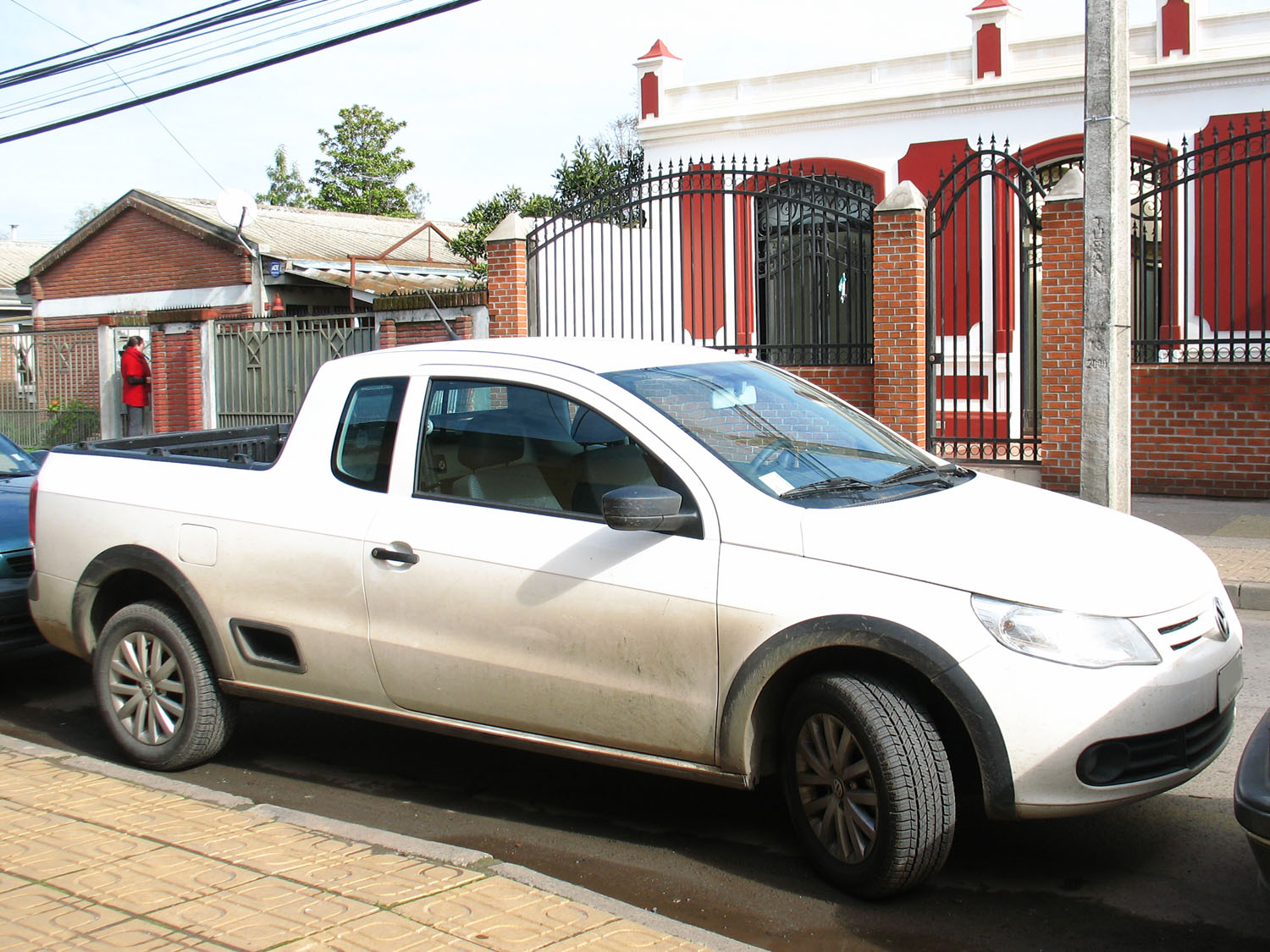
Dritte Generation (NF)

## Technische Daten VW Saveiro (AB9)
| VW Saveiro                       | 1.6                                                                | 1.8                                                                |
| -------------------------------- | ------------------------------------------------------------------ | ------------------------------------------------------------------ |
| Motor:                           | Vierzylinder-Viertakt-Reihenmotor                                  | Vierzylinder-Viertakt-Reihenmotor                                  |
| Hubraum:                         | 1596 cm³                                                           | 1781 cm³                                                           |
| Bohrung × Hub:                   | 81 × 77,4 mm                                                       | 81 × 86,4 mm                                                       |
| Leistung bei 1/min:              | 71–73 kW (97–99 PS) bei 5750                                       | 76–78 kW (103–106 PS) bei 5250                                     |
| Max. Drehmoment bei 1/min:       | 138–141 Nm bei 3000                                                | 152–157 Nm bei 3000                                                |
| Verdichtung:                     | 10,1:1                                                             | 10,1:1                                                             |
| Gemischaufbereitung:             | Elektronische Einspritzung                                         | Elektronische Einspritzung                                         |
| Ventilsteuerung:                 | Zahnriemen, obenliegende Nockenwelle, Tassenstößel                 | Zahnriemen, obenliegende Nockenwelle, Tassenstößel                 |
| Kühlung:                         | Wasserkühlung mit Pumpe und Thermostat                             | Wasserkühlung mit Pumpe und Thermostat                             |
| Getriebe:                        | 5-Gang-Getriebe Frontantrieb                                       | 5-Gang-Getriebe Frontantrieb                                       |
| Radaufhängung vorn:              | MacPherson-Federbeinachse, Dreiecklenker                           | MacPherson-Federbeinachse, Dreiecklenker                           |
| Radaufhängung hinten:            | Verbundlenkerachse, Schraubenfedern                                | Verbundlenkerachse, Schraubenfedern                                |
| Bremsen:                         | Scheibenbremsen vorne (Durchmesser 23,9 cm), Trommelbremsen hinten | Scheibenbremsen vorne (Durchmesser 23,9 cm), Trommelbremsen hinten |
| Lenkung:                         | Zahnstangenlenkung, a.W. servounterstützt                          | Zahnstangenlenkung, a.W. servounterstützt                          |
| Karosserie:                      | Stahlblech, selbsttragend                                          | Stahlblech, selbsttragend                                          |
| Spurweite vorn/hinten:           | 1390/1380 mm                                                       | 1390/1380 mm                                                       |
| Radstand:                        | 2598 mm                                                            | 2598 mm                                                            |
| Abmessungen:                     | 4451 × 1651 × 1439 mm Crossover: 4529 × 1663 × 1503 mm             | 4451 × 1651 × 1439 mm Crossover: 4529 × 1663 × 1503 mm             |
| Leergewicht:                     | 1035 kg                                                            | 1044 kg                                                            |
| Höchstgeschwindigkeit:           | 165 km/h                                                           | 176 km/h                                                           |
| 0–100 km/h:                      | 11,8 s                                                             | 9,9 s                                                              |
| Verbrauch (Liter/100 Kilometer): | nicht angegeben                                                    | nicht angegeben                                                    |

## Technische Daten VW Saveiro (NF)
| VW Saveiro                       | 1.6 (bis 2022)                    | 1.6 (seit 2022)                                        | 1.6 (bis 2022)                                                   |
| -------------------------------- | --------------------------------- | ------------------------------------------------------ | ---------------------------------------------------------------- |
| Motor:                           | 4-Zylinder-Reihenmotor (Viertakt) | 4-Zylinder-Reihenmotor (Viertakt)                      | 4-Zylinder-Reihenmotor (Viertakt)                                |
| Hubraum:                         | 1598 cm³                          | 1598 cm³                                               | 1598 cm³                                                         |
| Bohrung × Hub:                   |                                   |                                                        |                                                                  |
| Leistung bei 1/min:              | 74–76 kW (101–104 PS) bei 5250    | 79–85 kW (106–116 PS) bei 5750                         | 81–88 kW (110–120 PS) bei 5750                                   |
| Max. Drehmoment bei 1/min:       | 151–153 Nm bei 2500               | 151–158 Nm bei 4000                                    | 155–165 Nm bei 4000                                              |
| Verdichtung:                     |                                   |                                                        |                                                                  |
| Gemischaufbereitung:             |                                   |                                                        |                                                                  |
| Ventilsteuerung:                 |                                   |                                                        |                                                                  |
| Kühlung:                         | Wasserkühlung                     | Wasserkühlung                                          | Wasserkühlung                                                    |
| Getriebe:                        | 5-Gang-Getriebe Frontantrieb      | 5-Gang-Getriebe Frontantrieb                           | 5-Gang-Getriebe Frontantrieb                                     |
| Radaufhängung vorn:              |                                   |                                                        |                                                                  |
| Radaufhängung hinten:            |                                   |                                                        |                                                                  |
| Bremsen:                         |                                   |                                                        |                                                                  |
| Lenkung:                         |                                   |                                                        |                                                                  |
| Karosserie:                      |                                   |                                                        |                                                                  |
| Spurweite vorn/hinten:           |                                   |                                                        |                                                                  |
| Radstand:                        | 2752 mm                           | 2752 mm                                                | 2752 mm                                                          |
| Abmessungen:                     | 4474 × 1898 × 1521–1526 mm        | 4474 × 1898 × 1576 mm Crossover: 4497 × 1898 × 1553 mm | 4474 × 1898 × 1521–1526 mm Crossover: 4497 × 1898 × 1512–1553 mm |
| Leergewicht:                     | 1102–1177 kg                      | 1097 kg                                                | 1129 kg                                                          |
| Höchstgeschwindigkeit:           | 170–182 km/h                      | 173–181 km/h                                           | 178–185 km/h                                                     |
| 0–100 km/h:                      | 10,7–11,2 s                       | 9,9–10,6 s                                             | 10,0–10,5 s                                                      |
| Verbrauch (Liter/100 Kilometer): | nicht angegeben                   | nicht angegeben                                        | nicht angegeben                                                  |